# Morirai a mezzanotte
Pour plus de détails, voir Fiche technique et Distribution.
Morirai a mezzanotte, parfois commercialisé sous son titre anglais Midnight Horror, est un film italien sorti en 1986. À la croisée des genres poliziottesco et giallo, il est réalisé par Lamberto Bava et scénarisé par Dardano Sacchetti.

## Synopsis
L'agent de police Nicola, qui suit sa femme Sara dans la rue, la voit entrer dans un magasin de lingerie ; intrigué, il jette un coup d'œil à travers la vitre et découvre qu'elle se rend coupable d'infidélité. Il s'éloigne, inconsolable, et rencontre Anna, professeur d'université et criminologue réputée, qui l'accueille, mais lui, bouleversé, s'enfuit et rentre chez lui. Le soir même, la querelle entre les deux époux s'envenime : Sara blesse Nicola avec un pic à glace et il tente de la noyer mais, avant de commettre le meurtre, un sursaut de conscience le fait renoncer. Lorsque Nicola quitte la maison, il est encore plus désemparé et va immédiatement demander de l'aide à Anna. Sara, cependant, est peu après réellement assassinée dans la douche par un tueur inconnu.
Le meurtre de Sara n'est que le premier d'une longue série : le premier suspect est Nicola mais, lors de son arrestation, le véritable meurtrier tue d'autres personnes : un employé du musée de médecine légale, puis la vendeuse d'un magasin de lingerie. Gioia, Carol et Monica, déjà diplômées en médecine, sont sur le point d'obtenir leur diplôme en criminologie avec Anna comme superviseur : Carol est la fille du commissaire Terzi, qui enquête sur les meurtres. À la suggestion d'Anna, les trois étudiantes se penchent sur le cas de Franco Tribbo, un meurtrier de la fin des années 1960, surnommé le « tueur de minuit » en raison du temps qu'il mettait à faucher ses victimes.
En analysant les sources journalistiques de l'époque et en regardant de vieilles photographies, les trois jeunes filles parviennent à une reconstitution précise des traits de l'homme. Il a été arrêté par la police alors qu'il tentait de tuer une autre victime, mais le corps n'a jamais été retrouvé. Toutes les victimes de Tribbo ont connu une mort certaine, à l'exception de la dernière : une jeune fille qui a cependant été grièvement blessée. Entre-temps, le meurtrier frappe à nouveau et Carol parvient à l'apercevoir. Affolée, elle en parle à son père, convaincu que le détraqué est bien Tribbo : les traits somatiques de l'homme, selon Carol, correspondent exactement à ceux de Tribbo. De son côté, l'inspecteur est persuadé que sa fille a été influencée par les recherches qu'elle effectue pour l'université et que les récents événements sanglants ont fini par la stresser outre mesure. Il lui suggère donc de se retirer hors de la ville pour terminer plus sereinement son mémoire de spécialisation.
Gioia et Monica accompagnent également Carol dans un hôtel temporairement fermé : les trois jeunes filles sont cependant prises pour cible par Tribbo qui, après avoir tué Monica et Gioia, tente également de tuer Carol. Seule l'intervention rapide du père met fin au massacre : il frappe Tribbo avec son pistolet, qui s'écroule sans vie. Malheureusement, dans le dénouement, on découvre que le meurtrier porte un masque, réalisé à partir d'un moulage de l'université où étudie Carol : le véritable tueur en série est en effet la criminologue Anna, seule victime à avoir survécu à la violence de Tribbo, qui lui a cependant causé un traumatisme qui l'a marquée au point de s'identifier à lui.

## Fiche technique
Sauf indication contraire, les informations mentionnées dans cette section peuvent être confirmées par la base de données cinématographiques IMDb,  présente dans la section « Liens externes ».
- Titre original italien : Morirai a mezzanotte[1]
- Titre français : Morirai a mezzanotte[2] ou Midnight Horror[3]
- Réalisateur : Lamberto Bava (sous le nom de « John Old Jr. »)
- Scénario : Dardano Sacchetti, Lamberto Bava (sous le nom de « John Old Jr. »)
- Photographie : Riccardo Pallottini (it)
- Montage : Lamberto Bava (sous le nom de « John Old Jr. »)
- Musique : Claudio Simonetti
- Décors : Davide Bassan (it)
- Costumes : Oscar Capponi
- Trucages : Amedeo Alessi
- Production : Lamberto Bava, Massimo Manasse, Marco Grillo Spina
- Sociétés de production : Dania Film, Reteitalia
- Pays de production :  Italie
- Langue de tournage : italien
- Format : Couleur - 1,66:1 - Son mono - 35 mm
- Genre : Giallo, poliziottesco
- Durée : 89 minutes
- Dates de sortie :	
  - Italie : 3 mai 1986
  - France : 16 décembre 1987

## Distribution
- Valeria D'Obici : Anna
- Leonardo Treviglio : Nicola
- Paolo Malco : Commissaire Piero Terzi
- Eliana Miglio (sous le nom de « Eliana Hoppe ») : Monica
- Barbara Scoppa : Sara Levi, la femme de Nicola
- Lara Wendel : Carol Terzi
- Lea Martino : Gioia
- Dino Conti : Le juge
- Marcello Modugno : Alberto
- Loredana Guerra : La vendeuse
- Gianpaolo Saccarola : Mozzetti
- Peter Pitsch : Tribbo
- Loredana Romito : Employé du musée médical
- Massimiliano Baratta (sous le nom de « Massimo Baratta »)
- Lamberto Bava (sous le nom de « John Old Jr. ») : Le photographe de la police